# Ad fontes
Ad fontes è una locuzione latina che significa "[ritorna] alle fonti". La frase riassume il rinnovato studio dei classici latini e greci nell'Umanesimo rinascimentale. In modo analogo, la Riforma protestante richiamò ad una rinnovata attenzione alla Bibbia come fonte primaria della fede cristiana. L'idea comune ad entrambi i casi era che una solida conoscenza dipendesse dalle fonti più antiche e fondamentali.

## Descrizione
L’espressione è collegata alla locuzione latina ab initio (lett. “dall’inizio”). Mentre ab initio indica un flusso dai principi primi alla situazione attuale, al contrario ad fontes indica un movimento di pensiero dalla situazione attuale ai principi primi, ritenuti più chiari e chiarificatori di quest’ultima.
L’espressione ad fontes ricorre nel Salmo 42 della Vulgata latina:
Quemadmodum desiderat cervus ad fontes aquarum, ita desiderat anima mea ad te, Deus (Come la cerva desidera i corsi d'acqua, così l'anima mia anela a te, o Dio).
Secondo Hans-Georg Gadamer, E. Lledo avrebbe fornito le prove che gli umanisti spagnoli trassero l'espressione da questa fonte.
Erasmo da Rotterdam impiegò la locuzione nel suo De ratione studii ac legendi interpretandique auctores:
Sed in primis ad fontes ipsos correctandum, id est graecos et antiquos. (Soprattutto bisogna affrettarsi [a ricorrere] alle fonti stesse, cioè ai Greci e agli antichi.)